# Gryon rugulosum
Gryon rugulosum är en stekelart som först beskrevs av Fouts 1934.  Gryon rugulosum ingår i släktet Gryon och familjen Scelionidae. Inga underarter finns listade i Catalogue of Life.